# Dunalia australis
 Dunalia australis é uma espécie de plantas com flor pertencente à família Solanaceae.